# Медресе Юсуфа Ясулбаши
Медресе Юсуфа Ясулбаши (узб. Yusuf Yasovulboshi madrasasi) — ныне недействующее медресе в Хиве, воздвигнутое в 1906 году. Входит в Национальный перечень объектов недвижимости материального культурного наследия Узбекистана.

## История
В 1906 году напротив медресе Мусы Тура на территории цитадели Ичан-Кала в Хиве было воздвигнуто медресе. Строительством руководил мастер Каландар Кочум. Медресе получило название в честь Юсуфа Ясулбаши — начальника ханской полиции, на средства которого осуществлялось строительство.
В настоящее время в здании располагается махаллинский комитет.
Здание включено в список охраняемых объектов, учреждённых согласно постановлению Кабинета министров Узбекистана «Об утверждении Национального перечня объектов недвижимости материального культурного наследия».

## Описание
Здание медресе имеет форму прямоугольника размерами 35×25 м в плане. Стены сложены из кирпича. По углам здания располагаются невысокие башни. Окна и входы оформлены арками. Главному входу предшествует трёхступенчатый портал.
Из вестибюля через купольную комнату можно попасть во двор площадью 21×11,2 м. В северо-восточной части медресе располагается небольшая купольная мечеть площадью 5×5 м, окружённая подсобными помещениями.